# Ampanihy (Miandrivazo)
Ampanihy est une commune urbaine malgache située dans la partie nord de la région du Menabe.

## Géographie
La commune comprend trois villages.